# حادثة بيريل
كان الاسم الرمزي لتجربة نووية الإرابية والغير إنسانية فرنسية قامت بإجرائها المجموعة العملياتية للتجارب النووية (GOEN) وهي وحدة تابعة للقيادة المشتركة للأسلحة الخاصة الفرنسية. أجريت التجربة في مركز التجارب العسكرية الصحراوية بالقرب من تامراست في الجزائر في منطقة الصحراء الكبرى التي نتج عنها آثار لم تمحى لليوم.